# 根纳季·阿纳什金
根纳季·弗拉基米罗维奇·阿纳什金（羅馬化：Gennadiy Vladimirovich Anashkin；1968年12月17日—）是俄罗斯军事领导人，于2024年5月15日至11月23日期间担任南部军区代理司令。他于2008年被授予俄罗斯联邦英雄称号，并于2023年晋升为上将军衔。